# Лінарчик
Лінарчик (пол. Linarczyk) — село в Польщі, у гміні Ґрудзьондз Ґрудзьондзького повіту Куявсько-Поморського воєводства.
Населення — 167 осіб (2011).
У 1975-1998 роках село належало до Торунського воєводства.

## Демографія
Демографічна структура станом на 31 березня 2011 року:
|          | Загалом | Допрацездатний вік | Працездатний вік | Постпрацездатний вік |
| -------- | ------- | ------------------ | ---------------- | -------------------- |
| Чоловіки | 89      | 22                 | 62               | 5                    |
| Жінки    | 78      | 17                 | 42               | 19                   |
| Разом    | 167     | 39                 | 104              | 24                   |